# Gerke Henkes

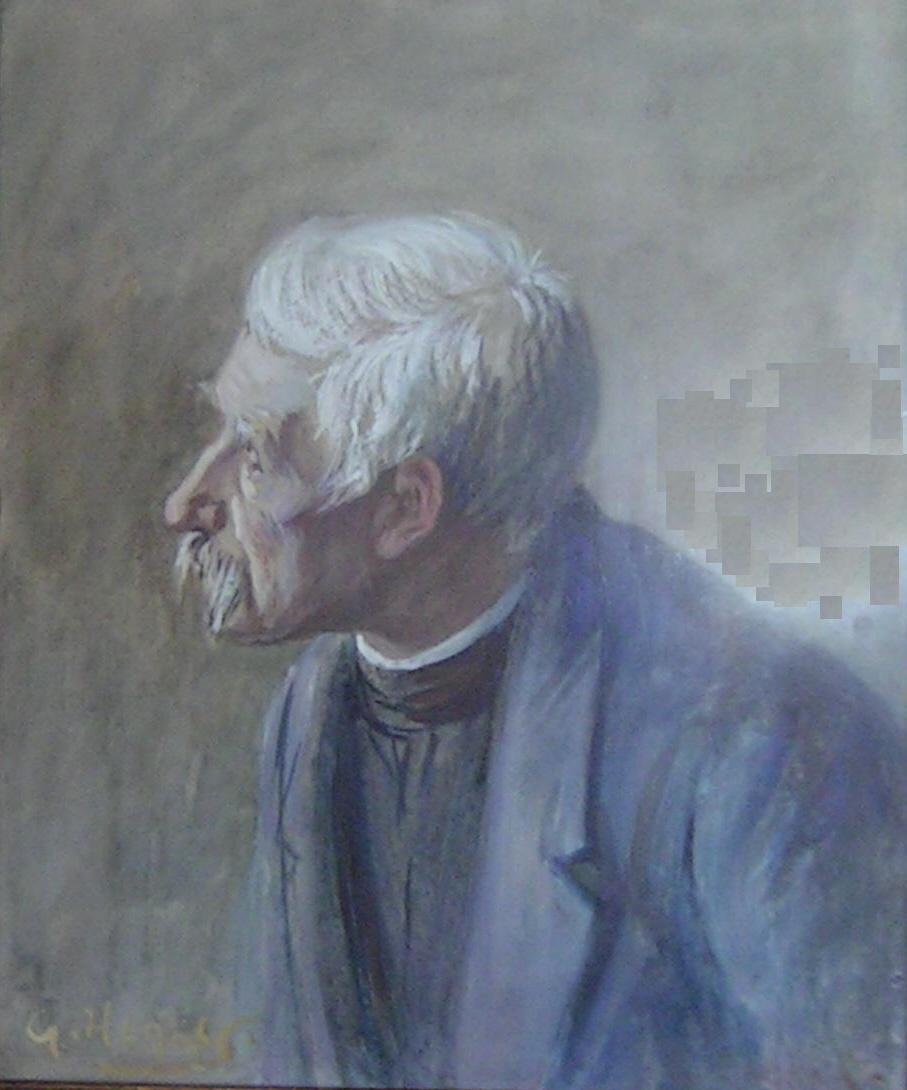
Gerke Henkes, självporträtt.

Gerke Henkes, född den 25 juni 1844 i Delfshaven, död den 30 april 1927 i Rotterdam, var en holländsk målare. 

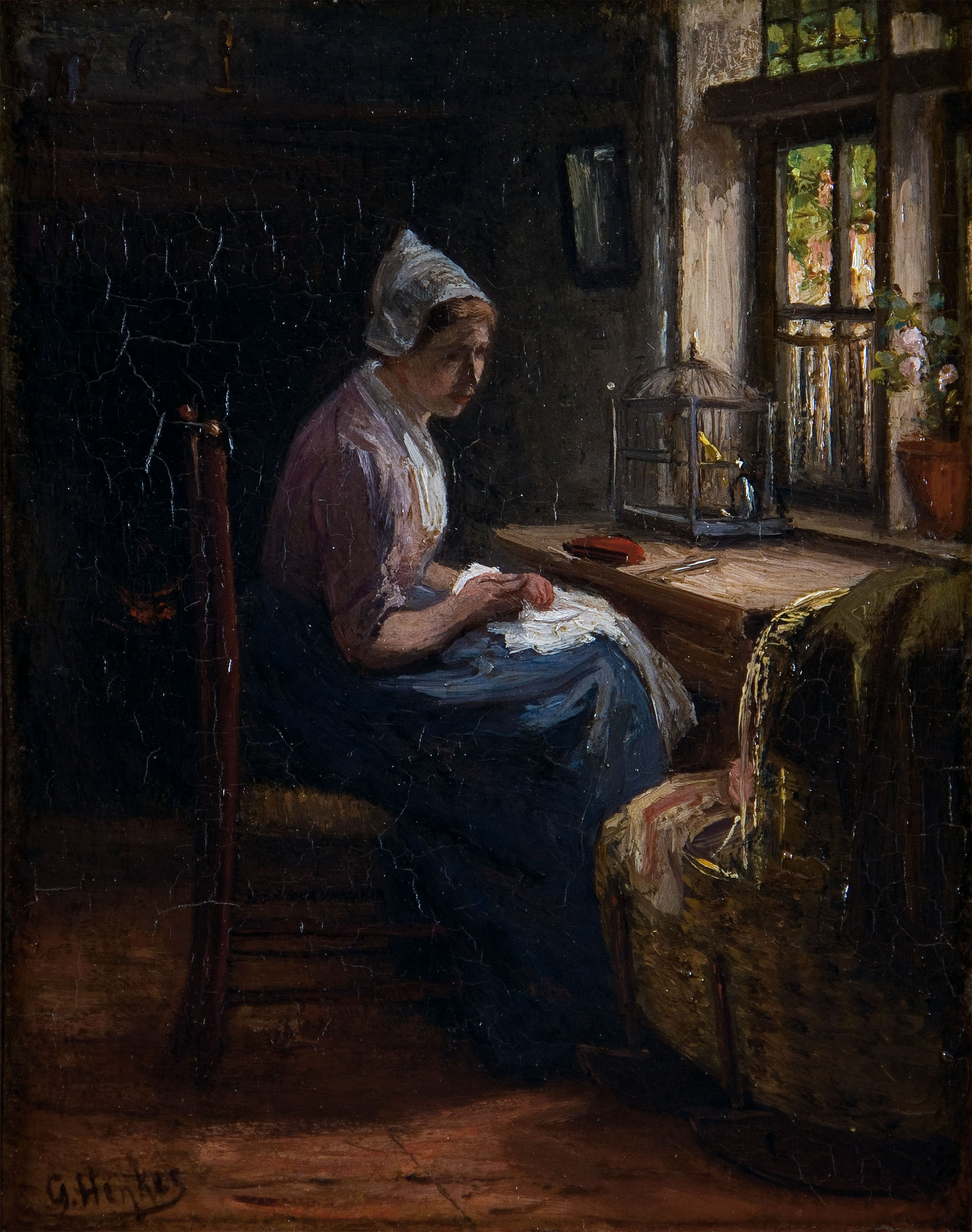
Gerke Henkes, Moderslycka 1915.

Henkes, som under en del av sitt liv var bosatt i Voorburg vid Haag, målade omsorgsfullt utförda genrebilder, som Sjukvård i klostret, Ett ångestfyllt ögonblick, Konsistoriet, Olyckan och Krönikeskrivaren (1887, där det gula ljuset, skiner in genom fönstrets glasmosaik; utställd på den internationella konstutställningen i Köpenhamn 1897). 